# Estrategia pura
Una estrategia pura es un término empleado para designar un tipo de estrategias en teoría de juegos. Cada jugador tiene a su disposición un conjunto de estrategias. Si un jugador elige una acción con probabilidad 1 entonces está jugando una estrategia pura. Esto la diferencia de la estrategia mezclada, donde jugadores individuales eligen una distribución de probabilidad sobre muchas acciones.
Debido a ser un caso particular de las estrategias mixtas, solamente las estrategias puras fueron estudiadas en un principio. Uno de los primeros en hacerlo fue Antoine Augustin Cournot en su trabajo sobre oligopolios, donde en un modelo de competencia de empresas encuentra los equilibrios de Nash en estrategias puras.

## Definición formal
Recordemos que un juego rectangular consta de un conjunto N, de una colección de conjuntos {\displaystyle \{{D_{j}}\}_{j\in N}} y de una colección de funciones {\displaystyle \{{\varphi _{j}}\}_{j\in N}} donde 
{\displaystyle \varphi _{j}:\prod _{j\in N}D_{j}\rightarrow \mathbb {R} \,}.
A N le llamaremos el conjunto de jugadores, a cada {\displaystyle D_{j}} el conjunto de estrategias puras del jugador j y a {\displaystyle \varphi _{j}} la función de pago del jugador j. Si denotamos con {\displaystyle D} al producto cartesiano de las {\displaystyle D_{j}}, entonces a los elementos de {\displaystyle D} los llamaremos perfiles de estrategias puras.
Así pues, una estrategia pura para el jugador j es cualquier elemento de {\displaystyle D_{j}} y un perfil de estrategias puras se obtiene tomando una estrategia pura para cada jugador en N estrategias.

## Relación con las estrategias mixtas
Intuitivamente, una estrategia mixta consiste en asignarle cierta probabilidad a cada una de las estrategias puras (para una definición formal ver estrategia mixta). Estas probabilidades no tienen por qué ser estrictamente mayores que cero, de manera que si a una de las estrategias le asignamos la probabilidad 1 y probabilidad 0 a todas las demás, entonces el resultado es una estrategia pura. De este modo, las estrategias puras resultan ser un caso particular de las estrategias mixtas.

## Ejemplos

### Piedra papel o tijeras
Para este juego el conjunto de jugadores es N={1,2} y las estrategias son {\displaystyle D_{1}=\{piedra,papel,tijeras\}=D_{2}}. De aquí que existan tres estrategias puras para cada jugador y los perfiles de estrategias puras resulten ser: (piedra, piedra), (piedra, papel), (piedra, tijeras), (papel, piedra), (papel, papel), (papel, tijeras), (tijeras, piedra), (tijeras, papel), (tijeras, tijeras), donde la primera coordenada es la estrategia pura del jugador 1 y la segunda coordenada es la estrategia pura del jugador 2.

### Dilema del prisionero
En el dilema del prisionero, cada jugador tiene dos estrategias puras: Confesar o No Confesar. Al ser dos estrategias puras para cada jugador existirán 2x2=4 perfiles de estrategias puras. Formalmente en el dilema del prisionero tenemos un juego rectangular con N={1,2} y estrategias puras {\displaystyle D_{1}=\{confesar,no\ confesar\}=D_{2}}.

## Importancia
En su tesis de doctorado, John Forbes Nash probó que hay un equilibrio de Nash para cada juego finito. Se puede dividir el equilibrio de Nash en dos tipos: Equilibrio de Nash en estrategias puras, cuando todos los jugadores juegan estrategias puras, y equilibrio de Nash en estrategias mixtas, cuando al menos un jugador juega una estrategia mixta. No todos los juegos tienen un equilibrio de Nash de estrategias puras. Un ejemplo de juego que no tiene un equilibrio de Nash en estrategias puras es nuestro primer ejemplo, piedra, papel o tijera. Sin embargo, muchos juegos tienen equilibrios de Nash en estrategias puras como los juegos de coordinación, el dilema del prisionero y la caza del ciervo).
- Datos: Q5849575